# Juraj Cvečić
Juraj Cvečić (Cvecich, Zwetzitsch, Cuetschisch; Pazin, oko 1520. – kraj Ljubljane, 1585.), prevoditelj i redaktor hrvatskih protestantskih knjiga.
Na nagovor Matije Vlačića odlazi u Wittenberg gdje studira teologiju. Nakon svećeničkoga zaređenja službovao je u Istri. Kao pristaša protestantizma vrlo je brzo organizirao suradnike za hrvatsku glagoljašku tiskaru u Urachu. Iz svećeničke službe otpušten je 1561. nakon ženidbe. Otputovao je u Kranjsku, te kratko boravio u Metlici i u Ljubljani, gdje su ga Matija Klombner i Franjo (Francesco) Barbo nagovorili da na hrvatski jezik počne prevoditi teološke tekstove. Dvaput je boravio u Urachu (1561. i 1562.) i radio u Ungnadovoj tiskari u kojoj su se tiskale hrvatske knjige. Sa Stjepanom Konzulom Istraninom vratio su u Kranjsku, Istru i na Cres, gdje je stvarao mrežu suradnika, prevoditelja i širitelja hrvatskih knjiga. Putovao je po Hrvatskoj i Kranjskoj, a neko je vrijeme živio u Istri i prevodio na hrvatski Djela apostolska. Ostao je međutim u sjeni Konzula Istranina i Primoža Trubara, pa je daleko manje poznat. Arhivska vrela u Tubingenu o Ungnadovoj tiskari u Urachu daju mnogo podataka o njegovu djelovanju. Nakon prestanka rada tiskare u Urachu 1565., bio je protestantski propovjednik u više slovenskih mjesta (Senožeče kraj Sežane, Idrija). Ne zna se točno mjesto i nadnevak smrti, a pokopan je u Ljubljani.